# San Paolo
San Paolo là một đô thị thuộc tỉnh Brescia trong vùng Lombardia của Ý. San Paolo có diện tích 18  km², dân số là 3882 người.
Đô thị này gồm các đơn vị dân cư (làng): Pedergnaga, Oriano, Scarpizzolo, Cremezzano
Các đô thị giáp ranh gồm: Barbariga, Borgo San Giacomo, Offlaga, Orzinuovi, Verolanuova